# Dwór w Chomiąży Szlacheckiej
Dwór w Chomiąży Szlacheckiej – klasycystyczny dwór znajdujący się we wsi Chomiąża Szlachecka w województwie kujawsko-pomorskim (powiat żniński).

## Historia
Wieś w XIX wieku należała do Lewandowskich, natomiast w wieku XX do Mirowskich (w 1926 byli to spadkobiercy N. Mirowskiego, a obszar majątku wynosił 285 hektarów). Dwór wzniesiono najprawdopodobniej około połowy XIX wieku w stylu klasycystycznym. W okresie PRL pełnił rolę ośrodka kolonijnego, a potem popadł w ruinę. W latach 2011–2014 został wyremontowany przez właścicieli prywatnych i pełni rolę hotelu.

## Architektura
Późnoklasycystyczny obiekt jest parterowy i wyposażony w ganek z wystawką. Przed gankiem silnie zaakcentowane są schody wejściowe.

## Otoczenie
Wokół dworu rośnie park o powierzchni około 3,5 hektara rozplanowany na stoku doliny jeziora Chomiąskiego.